# Hornstedtia costata
Hornstedtia costata är en enhjärtbladig växtart som först beskrevs av William Roxburgh, och fick sitt nu gällande namn av Karl Moritz Schumann. Hornstedtia costata ingår i släktet Hornstedtia och familjen Zingiberaceae. Inga underarter finns listade i Catalogue of Life.